# Lee Seok-hyun
Đây là một tên người Triều Tiên, họ là Lee.
Lee Seok-hyun (tiếng Hàn: 이석현; sinh ngày 13 tháng 6 năm 1990) là một cầu thủ bóng đá Hàn Quốc thi đấu ở vị trí tiền vệ cho FC Seoul.

## Sự nghiệp
Incheon United ký hợp đồng với anh vào tháng 12 năm 2012. Anh có bàn thắng trong màn ra mắt trước FC Seoul ngày 9 tháng 3 năm 2013.